# Hot 247°F – Todesfalle Sauna
Hot 247°F – Todesfalle Sauna (Originaltitel: 247°F) ist ein US-amerikanischer Horror-Thriller aus dem Jahr 2011.

## Handlung
Die junge Jenna überlebt einen Autounfall, bei dem jedoch ihr Freund Jamie zu Tode kommt. Drei Jahre später will Jenna mit ihrer Freundin Renee, deren Freund Michael und dessen Kumpel Ian Urlaub machen. Die Gruppe reist zu einer Insel auf einem See, wo Ians Onkel Wade eine Hütte mit eingebauter Sauna hat. Am Abend gehen die Freunde mehrfach in die Sauna und springen anschließend zur Abkühlung in den See. Als sie zum letzten Mal in die Sauna begeben, verlässt der betrunkene Michael den Raum und kommt nicht wieder. Renee will hinausgehen, doch plötzlich ist die Tür versperrt. Jenna, Renee und Ian sind gefangen und versuchen sich auf verschiedene Weise aus dem Raum zu befreien, während ihre Körper sich durch die eingestellte Temperatur von über 80 Grad immer weiter erhitzen. Ian, in der Hoffnung das Thermostat für den Ofen zu deaktivieren, verursacht einen Kurzschluss und wird dabei von einem Stromschlag verletzt. Renee wird zunehmend hysterisch und gefährdet damit die Gruppe und bricht bewusstlos zusammen, als Jenna sie ungewollt in Gegenwehr mit einem Stein am Kopf trifft. Schuldbewusst verliert Jenna die psychische Kontrolle und zerschlägt das Thermostat, wodurch die Termperaturbegrenzung des Ofens ausgeschaltet wird und dieser Höchstleistung – 247°F, knapp 120 Grad – erreicht. Ian, dem Hitzschlag nahe, verliert den Verstand und schlägt auf den Verschluss des Ofens ein, der detoniert und Ian tötet. Nun strömt Gas aus. Renee und Jenna drohen zu ersticken. Jenna versucht die Gaszufuhr abzudichten. In einer kurzen Rückblende wird aus der Außenperspektive gezeigt, dass Michael eine Holzleiter leicht neben die Tür gelehnt hatte, als er die Sauna verließ. Als Ian und Renee die Tür leicht geöffnet und wieder geschlossen hatten, verkeilte sich die Leiter und blockierte die Tür, während Michael einschlief. Am nächsten frühen Morgen findet Wade die Eingeschlossenen. Jenna und Renee überleben.

## Produktion und Veröffentlichung
Regie führten Levan Bakhia und Beqa Jguburia. Das Drehbuch schrieb Lloyd S. Wagner nach einer Story von Beqa Oniani. Die Musik komponierte David Laurie und für die Kameraführung war Vigen Vartanov verantwortlich. Für den Schnitt verantwortlich war Peter Hollywood.
Die Dreharbeiten fanden im Juli 2011 in Tiflis statt. In den Vereinigten Staaten kam der Film am 23. Oktober 2012 auf DVD und Blu-ray raus. Am 23. Mai 2013 erschien der Film in einer ungekürzten Fassung mit der Altersfreigabe „ab 16 Jahren“ in Deutschland.

## Rezeption
„Originell an diesem Psycho-Horror ist allenfalls die Ausgangssituation, die sich aber schon bald in Stumpfsinnigkeit und Quälerei erschöpft.“